# ドナウ国際指揮者コンクール
ドナウ国際指揮者コンクール（ドナウこくさいしきしゃコンクール）はハンガリーの首都ブダペストで行われている指揮者コンクール。
過去の日本人の入賞者に、熊倉優（第12回 二位）、本多優一（第15回 二位）がいる。

## 概要
正式名称ドナウ国際指揮者マスタークラス・コンクール (英: Danube International Conducting Masterclass and Competition with the Danube Symphony Orchestra) は、ハンガリーの首都ブダペストで行なわれる指揮者のためのマスタークラス及びコンクールである。コンクール期間中に演奏を担うドナウ交響楽団は1961年に創設され Danube Palace を本拠地に活動している。

## 外部サイト
- 公式サイト
- ドナウ交響楽団

| スタブアイコン | サブスタブ | この項目は、まだ閲覧者の調べものの参照としては役立たない、クラシック音楽に関連した書きかけの項目です。この項目を加筆・訂正などしてくださる協力者を求めています（P:クラシック音楽/PJ:クラシック音楽）。 |